# Бања у Старом Сланкамену
Бања у Старом Сланкамену је бања у Републици Србији и најстарија у покрајини Војводини. Налази се у општини Инђија, на обали Дунава и постоји могућност обиласка околине бродом. У близини је Фрушка гора која је један од најстаријих националних паркова у земљи.

## Карактеристике
На сланим изворима постојало је лечилиште још у турско доба. После одласка Турака бања је запуштена, а поново добија на значају крајем 19. века.
Прва анализа воде обављена је 1876, док је лечилиште основано 1906. године. Савремени развој бање почиње 1964. године изградњом нове бањске зграде и стационара.
Стари Сланкамен има изворе минералне воде температуре 18,4 °C, која се убраја у слано - јодне воде натријумског типа. Лечење се обавља у Специјалној болници за неуролошка обољења и посттрауматска стања "Др Боривоје Гњатић". Терапије обухватају хидротерапије, кинезитерапије, електротерапије и радне терапије. Смештена у савремено опремљеној згради, изграђеној у уравнотеженом природном окружењу на обали Дунава, ова медицинска установа има седативно дејство на човека. Последњих година, бања је у више наврата реновирана и у оквиру бањског комплекса 2007. године изграђен је нов савремено опремљен објекат за смештај, тзв. “IV Блок“, у коме смештај могу потражити и туристи.
Препоручује се за: Обољења централног и периферног нервног система, обољења локомоторног система после повреда или операција, реуматске и гинеколошке болести.
Пројекат реконструкције хидро блока је финансиран у 2014. години. Као високоспецијализована здравствена установа за продужено болничко лечење и медицинску рехабилитацију, бања има капацитет 350 постеља и од опреме поседује: комплетно опремљену лабораторију и рендген. Реконструкцијом хидро блока потпуно је обновљен постојећи базен. Такође, овом реконструкцијом добијен је простор за ручну масажу, за једну суву и једну влажну сауну и простор за мањи хидромасажни надградни базен.
Бања има одличан положај, налази се у близини највећих градова у земљи Београда и Новог Сада, који су богати културно-историјским наслеђем. На 20 км удаљености се налази познати туристички центар Сремски Карловци.